# 영국의 생활비 위기
영국의 생활비 위기에 관한 문서이다.
2021년 말부터 영국의 많은 필수품 가격이 가계 소득보다 빠르게 상승하기 시작하여 실질소득이 감소했다. 이 현상은 생활비 위기라고 불린다. 이는 부분적으로 영국과 세계 전반의 인플레이션 상승뿐만 아니라 코로나19 대유행, 러시아의 우크라이나 침공, 브렉시트 등의 문제로 인한 경제적 영향으로 인해 발생한다. 영국의 모든 사람들이 물가 상승의 영향을 받지만, 이는 저소득층에게 가장 큰 영향을 미친다. 영국 정부는 보조금, 세금 환급, 전기 및 가스 공급업체에 대한 보조금 등 다양한 방식으로 대응해 왔다.
2024년 5월, 영국 소비자 물가의 공식 인플레이션 척도인 12개월 CPI는 잉글랜드 은행의 공식 목표인 2%로 감소했다.

## 같이 보기
- 러시아의 우크라이나 침공의 경제적 영향